# فلاديمير سوفال
فلاديمير سوفال (مواليد 22 أغسطس 1992) هو لاعب كرة قدم تشيكي يلعب في مركز المدافع في نادي وست هام يونايتد.

## روابط خارجية
- فلاديمير سوفال على موقع الاتحاد الدولي (مؤرشف)  (الإنجليزية)
- فلاديمير سوفال على موقع الاتحاد الأوربي (الإنجليزية)
- فلاديمير سوفال على موقع الاتحاد التشيكي (الإنجليزية)
- فلاديمير سوفال على موقع قاعدة بيانات كرة القدم.إي يو (الإنجليزية)
- فلاديمير سوفال على موقع ناشيونال فوتبول تيمز (الإنجليزية)
- فلاديمير سوفال على موقع Soccerbase.com (لاعب) (الإنجليزية)
- فلاديمير سوفال على موقع Soccerway.com (الإنجليزية)
- فلاديمير سوفال على موقع عالم كرة القدم.نت (الإنجليزية)
- فلاديمير سوفال على موقع AS.com (الإسبانية)